# Útoky v Norsku v červenci 2011
Útoky v Norsku 22. července 2011 odpoledne se skládaly z bombové exploze ve vládní čtvrti v Oslu, kde bylo zabito 8 lidí, následované několik hodin poté střelbou na letním táboře Svazu dělnické mládeže (Arbeidernes Ungdomsfylking), mládežnické organizace norské sociálně demokratické Strany práce (Arbeidarpartiet), na ostrůvku Utøya nedaleko Osla, kde muž převlečený za policistu zastřelil 69 lidí. Pachatelem útoků byl norský občan Anders Behring Breivik, který se k jejich spáchání přiznal a 24. srpna 2012 byl odsouzen k 21 letům vězení s možností prodloužení po uplynutí této lhůty.

## Útoky

### Exploze

Mapa oblasti, ve které došlo k útoku. Červeně je vyznačená vládní budova, oranžová oblast vyznačuje pozici auta, ve kterém byla nálož a modře je vyznačena budova ministerstva ropného průmyslu

K explozi došlo okolo 15:30 odpoledne norského času. Výbuch zhruba 950 kg výbušnin v dodávce zabil 8 lidí a několik desítek zranil. Nálož byla umístěna v dodávce a vybuchla poblíž úřadu vlády. Tlaková vlna poškodila i řadu okolních budov včetně úřadu premiéra a ministerstva ropného průmyslu.
Ačkoli se k útoku podle New York Times přihlásila teroristická organizace Ansar džihád alámí (Pomocníci světového džihádu) a existovaly i spekulace, že je za útokem Al-Káida, policie z něj obvinila 32letého norského občana Anderse Behringa Breivika. Podle policie se hlásil k extrémní pravici, byl hodnocen jako křesťanský fundamentalista a projevoval protimuslimské názory.
Podle norské policie byl základní složkou nálože běžně dostupný dusičnan amonný. Podle některých reportérů byly exploze dvě, jedna u úřadu vlády, druhá u budovy parlamentu. Policie to nepotvrdila ani nevyvrátila, prohlásila ale, že několik explozí bylo i ve vládní budově.

### Střelba na ostrově Utøya

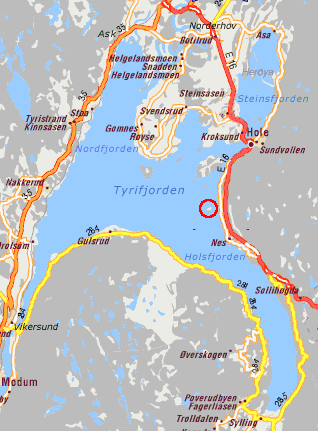
Místo útoku, ostrov Utøya

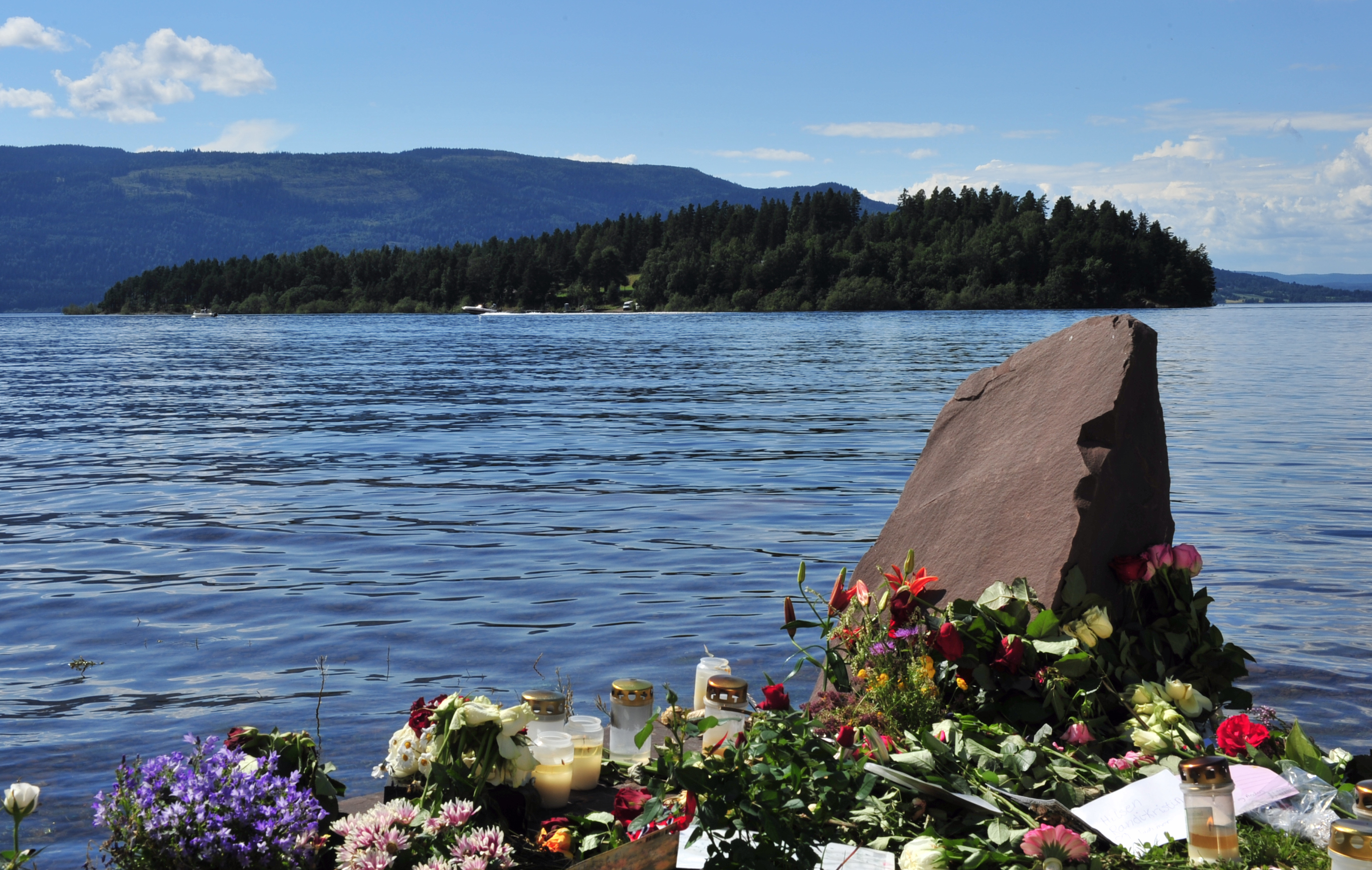
Pomníček obětí střelby s výhledem na ostrov Utøya

Ke střelbě na letním táboře Svazu dělnické mládeže (Arbeidernes Ungdomsfylking, AUF), mládežnické organizace norské sociálně demokratické Dělnické strany (Arbeidarpartiet, Ap)] došlo asi dvě hodiny po explozích. Obětí útoku se stalo 69 lidí ve věku od 14 do 51 let; z toho 66 zastřelených na místě, dva zemřeli při pokusu o útěk před útočníkem, poslední zemřel týden po útoku na následky zranění.
Na mítinku bylo cca 600 lidí, převážně ve věku 14–18 let. Masový vrah připlul v uniformě policisty a s legendou kontroly bezpečnostní situace na ostrově společně s organizátorkou tábora Monicou Boseiovou. Zdál se jí podezřelý už na lodi, když s ním mluvila o explozích v Oslu, a šla proto za neozbrojeným strážcem tábora Trondem Berntsenem, nevlastním bratrem norské korunní princezny Mette-Marit, která je manželkou následníka trůnu Haakona Magnuse. Breivik ale Boseiovou i Berntsena zastřelil, poté začal vraždit všechny ostatní. Mezi oběťmi byl např. Tore Eikeland, podle premiéra Stoltenberga „jeden z nejtalentovanějších mladých politiků“. Krátce po střelbě (která trvala asi hodinu a čtvrt) byl zadržen a obviněn z obou útoků. Střelec byl identifikován jako Anders Behring Breivik.
Použil lovecké expanzivní střely typu HP (hollow point – speciálně upravené tak, aby se po zásahu roztříštily a způsobily tak větší zranění) a měl i v plánu naplnit je koncentrovaným nikotinem, ale není jisté, zda to skutečně udělal. Nejprve střílel na nohy a když oběti ležely na zemi, mířil na hlavy.
Policie identifikovala 69 obětí střelby, z toho 32 mladších osmnácti let, dvěma nejmladším obětem bylo čtrnáct roků. Průměrný věk obětí byl 18 let.
| Věk         | 14 | 15 | 16 | 17 | 18 | 19 | 20 | 21 | 23 | 25 | 27 | 28 | 30 | 43 | 45 | 51 |
| Počet obětí | 2  | 7  | 7  | 17 | 17 | 5  | 1  | 3  | 2  | 1  | 1  | 1  | 1  | 2  | 1  | 1  |

### Policejní cvičení
Dne 26. srpna přinesly norské noviny Aftenposten článek o tom, že norská policie (konkrétně její protiteroristické jednotky) v den útoku prováděla bezpečnostní cvičení s „prakticky identickým scénářem,“ jenž Breivik uskutečnil. Konec tohoto cvičení a začátek Breivikova útoku dělilo pouhých 26 minut. Vysokou podobnost cvičení a útoku policie označila za náhodu.

## Vyšetřování a soud
Před soud v Oslu byl Breivik předveden 25. července 2011. Policie měla obavy, že slyšení před soudem může Breivik využít pro dorozumění s možnými spolupachateli. Proto bylo slyšení zcela uzavřeno médiím a veřejnosti. Namísto toho soudce Kim Heger na tiskové konferenci, která bezprostředně následovala, přečetl rozhodnutí soudu. Zcela uzavřené soudní jednání je v norské soudní praxi velmi nezvyklé.
Policejní rekonstrukce událostí na ostrově Utøya proběhla 13. srpna za Breivikovy přítomnosti. 
Termín soudního jednání byl předběžně stanoven na 10. březen 2012.
Breivik se podrobil psychiatrickému vyšetření soudem stanovenými psychiatry, které probíhalo na podzim 2011. Lékaři u něj stanovili nejprve psychotickou poruchu, konkr. diagnózu paranoidní schizofrenie. Ačkoli lékařská zpráva nebyla určena ke zveřejnění, soud 29. listopadu rozhodl o zpřístupnění některých nálezů a závěrů. Zpráva pak byla potvrzena přezkumnou expertní komisí. V dubnu 2012 norský soud přijal novou lékařskou zprávu, kde byl Breivikův psychický stav přezkoumán a uvedeno, že trpí poruchou osobnosti (narcistickou poruchou). Tato reklasifikace jeho stavu znamenala, že byl v době spáchání činu uznán jako příčetný a mohl za svůj čin nést trestní odpovědnost.
Předběžný termín soudního jednání byl znovu posunut, tentokrát na 16. duben 2012. Toho dne soud započal. Jednání soudu skončilo 22. června 2012; 22. srpna byl vynesen rozsudek. Anders Breivik byl uznán příčetným a odsouzen za vraždu a terorismus k 21 letům vězení s možností prodloužení trestu po uplynutí této lhůty (forvaring), bude-li nadále shledán jako hrozba pro společnost.
Od svého uvěznění je držen na samotce ve věznici Skien, kde má k dispozici tři cely o výměře 30 m2. Proti podmínkám svého věznění podal na norský stát žalobu v roce 2016 a poté znovu v roce 2024 s odůvodněním, že jeho izolace je nelidská a že se u něj objevují sebevražedné sklony, ale soud v obou případech nakonec rozhodl v jeho neprospěch.
Jako motiv k jeho činu je označovaná nenávist k islámu, resp. strach z islamizace Evropy. Naprostá většina obětí byla ale norské národnosti a pouze několik z nich vyznáním muslimové. Breivik sám se veřejně označil za velitele větve norských templářů a norského proti-komunistického hnutí odporu, který přišel na ostrov zabít „zrádce“. Podle vlastní výpovědi trpěl představou, že v Norsku probíhají etnické čistky a bál se o vlastní život, zároveň ale věřil, že se stane novým vládcem Norska. Již v dětství se Breivik dostal do psychiatrické péče a jeho situace byla vyhodnocena jako natolik závažná, že bylo doporučeno jeho přesunutí do adoptivní péče, aby se zabránilo rozvoji těžší psychopatologie. Krátce byl sledován, ale k dalším opatřením nedošlo.
Breivik původně plánoval cílit útok na sídlo norské Strany práce nebo velkou novinářskou konferenci SKUP. Útok na ostrově nakonec zvolil dle svých slov z důvodu, že nemohl sestrojit více než jednu bombu. Původním hlavním cílem byla také tehdejší norská premiérka Gro Harlem Brundtland, která měla na ostrov zavítat.

## Následné události
Po útocích řetězec obchodů Coop Norway stáhl z prodeje některé produkty, mezi nimi počítačové hry Homefront, Call of Duty, Sniper: Ghost Warrior, Counter-Strike: Source a World of Warcraft. Breivik se mezi lety 2006 a 2007 uchýlil k intenzivnímu hraní World of Warcraft a uvedl, že hru Call of Duty využíval k tréninku při přípravě útoku.
V roce 2015 se kemp na ostrově Utøya opět otevřel a hostil tradiční dětský tábor.
V roce 2018 vyšel film natočený podle tragické události s názvem Utøya, 22. července.

### Politika
Ve dnech následujících po útoku zaznamenaly hlavní norské politické strany zvýšený zájem mladých lidí o členství. Pravicové skupiny v Norsku - Stopp islamiseringen av Norge, SIAN (Stop islamizaci v Norsku) a Norsk forsvarsallianse (Norská liga obrany) rovněž krátce po útocích oznámily zvýšený zájem o členství mezi mladými lidmi. Profesor Norské policejní univerzity v Oslu Tore Bjørgo poznamenal, že zvýšená podpora pravicových skupin značí, že ve společnosti existují nálady sympatizující s násilnou rétorikou. 
V norských volbách v roce 2013 se poprvé dostala do vlády i pravicová proti-imigrační politická strana Fremskrittspartiet, jejíž byl Breivek do roku 2005 členem.

### Studie přeživších
Přeživším útoku se zevrubně věnovala tzv. The Utøya Study. Šlo o longitudinální studii mezi lety 2011–2020 vedenou formou rozhovorů ve čtyřech časových bodech (4 měsíce až 8,5 roku od útoku). Zjištění ukázala, že až 34 % přeživších se setkalo s přímo jim adresovanými nenávistnými komentáři od výhružek zabitím nebo přáním, aby při útoku bývali zemřeli, stejně jako schvalováním činu. Téměř polovina přeživších trpěla problémy se spánkem, které se během průběhu studie signifikantně nezlepšily. Útok dlouhodobě poškodil jak jejich fyzické tak i psychické psychické zdraví (sekundárně negativně dopadl na jejich školní prospěch a další studium). Negativní dopad měl útok na celkové zdraví i blízkých a pečujících osob přeživších.

### Památník
Na začátku roku 2014 byly vyhlášeny výsledky soutěže na návrh památníku událostí pořádané norskou vládní agenturou Umění ve veřejném prostoru. Soutěž vyhrál Jonas Dahlberg s projektem dvou památníků, na poloostrově Sørbråten jménem Památná jizva (Memory Wound) a v místech výbuchu v Oslu. Na poloostrově, ze kterého je vidět na ostrov Utøya, kde zemřelo 69 lidí, měl být vyříznut 3,5metrový pruh. Vytvořená rýha, jizva rozdělující pevninu, měla symbolizovat jizvu v srdcích Norů po útocích. Do této jizvy měl ústit tunel končící ve vzniklé mezeře a do odhalené skály naproti měla být vyryta jména všech 77 zabitých lidí. 100 m³ kamene vytěženého při projektu bylo v plánu převézt do vládní čtvrti v Oslu k vytvoření druhého památníku označujícího místo výbuchu, kde zemřelo 8 lidí. Tento památník ale nakonec nevznikl. Po protestech místních, které skončily soudním jednáním, byl nápad opuštěn v roce 2017. Hlavní výtkou bylo, že již tak traumatizovaní obyvatelé okolí ostrova si nechtějí události nadále připomínat přívalem turistů. Některé rodiny odmítly nechat jména svých blízkých na plánovaný památník vyrýt.

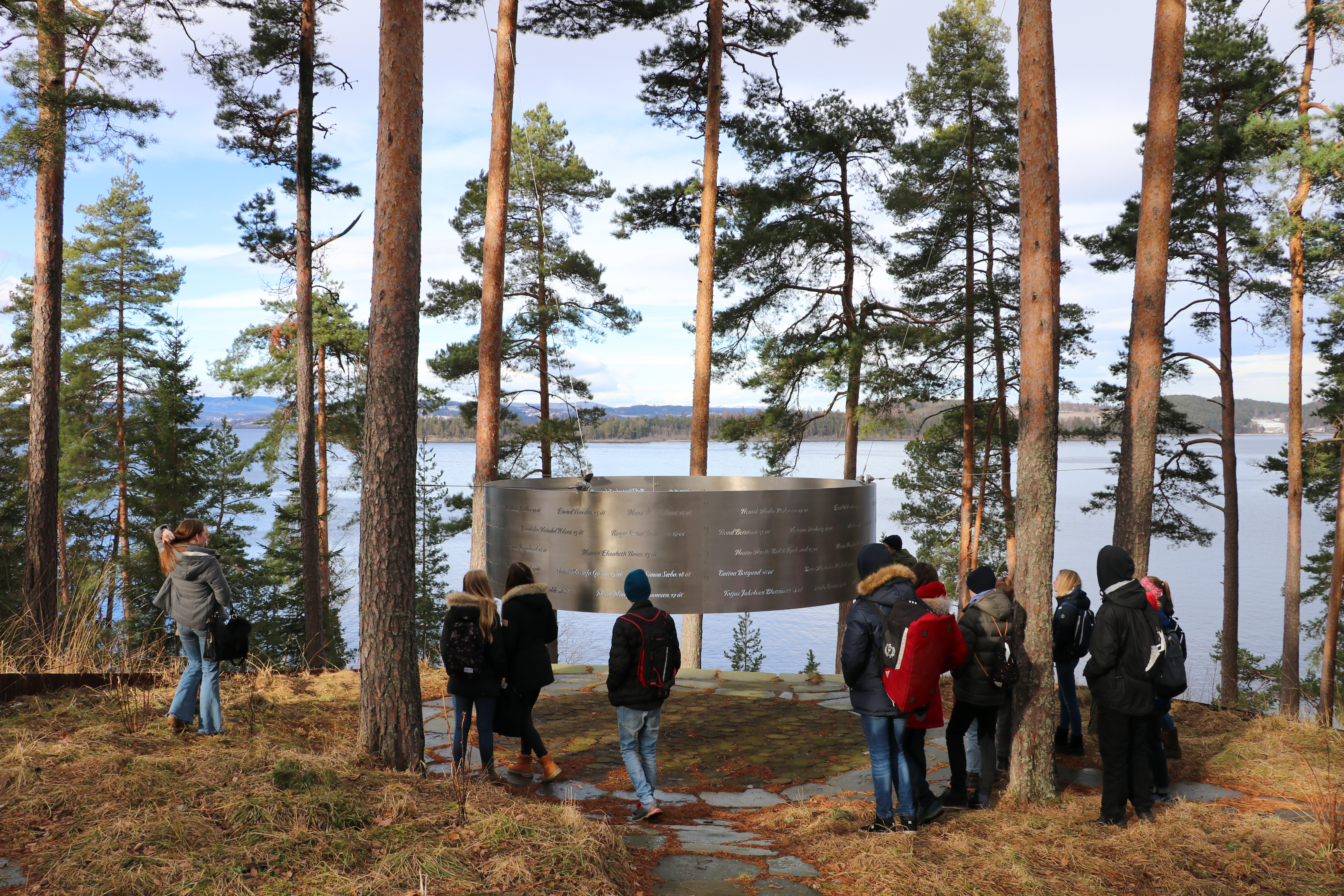
Památník na ostrově Utøya

Mezitím vznikl v roce 2015 menší památník v lese na ostrově - stříbrný prstenec nesoucí jména obětí podle návrhu bergenského studia 3RW. Na místě, odkud vyplouvají lodě na ostrov (Utøyakaia, Hole), byl v létě 2022 za přítomnosti norského korunního prince Haakona a premiéra Jonase Gahra Støre slavnostně otevřen památník se 77 bronzovými pilíři symbolizujícími oběti obou útoků. Další drobné památníky a pamětní desky ale vznikly na různých místech Norska včetně škol, kam oběti docházely.
V Oslu vzniklo v roce 2015 také pamětní muzeum a vzdělávací centrum 22 July Centre, které informuje o útoku.